# العباسية (كفر سعد)
العباسية هي إحدى قرى مركز كفر سعد التابع لمحافظة دمياط بجمهورية مصر العربية.